# Белороевка
Белороевка — упразднённая деревня, находившаяся на территории нынешнего Подлесненского сельсовета Стерлитамакского района Башкирии (Россия).

## География
Деревня Белороевка располагалась в северной части района, на опушке крупного лесного массива под названием Волковский лес. Леса распространялись на север и на восток от деревни. У Белороевки находился исток небольшой пересыхающей речки Бурдин, которая затем на севере, за Волковским лесом, впадала в реку Киргизла. Южнее находилась долина реки Меселька. И Киргизла, и Меселька затем на востоке впадали в Куганак.
Ближайшими населёнными пунктами являлись: на юге — деревня Спасское (около 1 км); на юго-востоке, на берегу Месельки — деревни Новый Куганак 2-й (ныне упразднена, 2,3 км) и Валентиновский (ныне нежилая, 2,7 км); на западе — также упразднённая к настоящему моменту деревня Новотроицкое (2 км); на севере, за лесом, на берегах Киргизлы — деревня Берёзовка (3,2 км) и несуществующий сегодня населённый пункт Николо-Хуторянское (3,5 км).
В середине XX века, по некоторым данным, расстояние до районного центра, города Стерлитамак, составляло 27 км; расстояние до центра сельсовета, в который входила Белороевка, села Талалаевка — 3 км.

## История
Ранее населённый пункт именовался посёлком Беленько-Раевским. По данным первой Всесоюзной переписи населения СССР 1926 года, в посёлке, относившемся к Талалаевскому сельсовету Ашкадарской волости Стерлитамакского кантона, было 7 домов и 49 жителей (21 мужчина и 28 женщин). К началу 1980-х годов в населённом пункте проживало около 20 жителей. В этническом отношении Белороевка была населена украинцами.
Упразднена Белороевка была в 1982 году, Указом Президиума Верховного Совета Башкирской АССР, «в связи с переселением жителей». Талалаевский сельсовет прекратил своё существование в 2008 году, его территория была присоединена к Подлесненскому сельсовету. В настоящее время Белороевка — урочище.

## Уроженцы
В Белороевке родился Евгений Фёдорович Спевак, многолетний заместитель главы исполнительной власти Стерлитамакского района (1987—2012), обладатель звания «Почётный гражданин Стерлитамакского района» (2012 год).